# Zach Blair

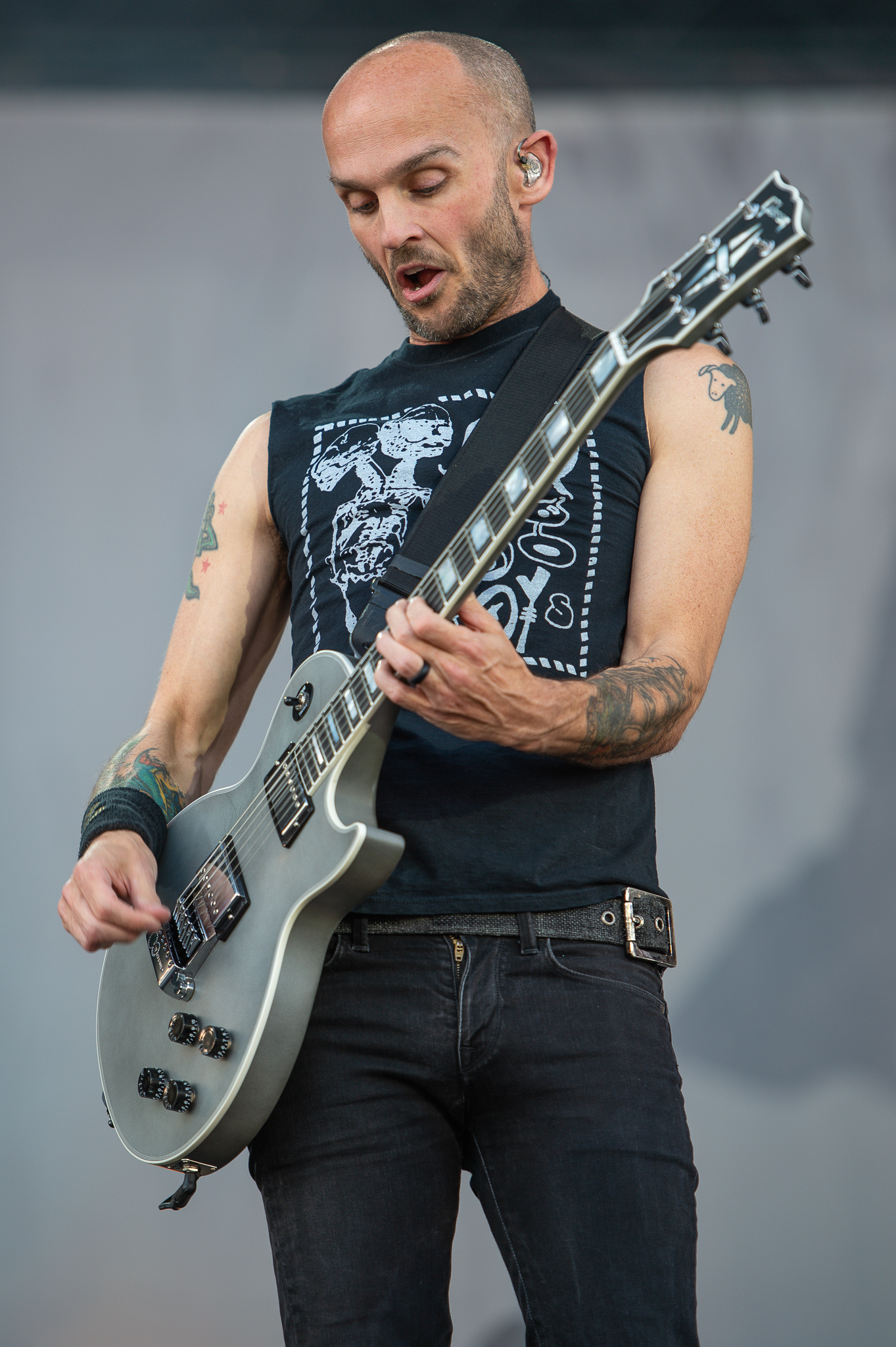
Zach Blair in 2018

Zach Blair (26 december 1973, Sherman) is een Amerikaanse gitarist. Hij speelt bij de Amerikaanse punkrockbank Rise Against. Voorheen was hij actief bij punkrockband Only Crime, samen met zijn broer Doni Blair. In 2007 werd Blair gitarist bij Rise Against.
Samen met Rise Against-zanger Tim McIlrath en bassist Joe Principe volgt hij een straight edge-levensstijl, en zet zich samen met zijn collega-bandleden in voor PETA.